# Ilias Akhomach
Ilias Akhomach Chakkour (Els Hostalets de Pierola, 2004. április 16. —) marokkói származású spanyol korosztályos válogatott labdarúgó, csatár. A La Ligában szereplő Villarreal játékosa.

## Pályafutása

### FC Barcelona
2021. november 20-án debütált a csapatban, Xavi előbb nevezte, majd kezdőként pályára küldte az RCD Espanyol elleni bajnoki mérkőzésre, összesen egy félidőt játszott.
December 8-án nevezték először nemzetközi porondon a Bajnokok Ligájában, a Bayern München ellen.
2022. január 2-án első alkalommal kezdett a csapatban, az RCD Mallorca elleni 0–1-s idegenbeli bajnoki találkozón.
Három nappal később játszotta első Spanyol Kupa mérkőzését, a Linares ellen.

### Villarreal
2023. július 3–án ingyen szerződött négy évre a sárga tengeralattjárónak becézett csapathoz.

## Statisztika
2022. július 4-i állapot szerint.
| Klub             | Szezon           | Bajnokság             | Bajnokság | Bajnokság | Kupa  | Kupa  | Nemzetközi | Nemzetközi | Egyéb | Egyéb | Összes | Összes |
| Klub             | Szezon           | Liga                  | Mérk.     | Gólok     | Mérk. | Gólok | Mérk.      | Gólok      | Mérk. | Gólok | Mérk.  | Gólok  |
| ---------------- | ---------------- | --------------------- | --------- | --------- | ----- | ----- | ---------- | ---------- | ----- | ----- | ------ | ------ |
| Barcelona B      | 2020/21          | Segunda División B    | 4         | 0         | —     | —     | —          | —          | —     | —     | 4      | 0      |
| Barcelona B      | 2021/22          | Primera División RFEF | 15        | 3         | —     | —     | —          | —          | —     | —     | 15     | 3      |
| Barcelona B      | 2022/23          | Primera Federación    | 23        | 1         | —     | —     | —          | —          | —     | —     | 23     | 1      |
| Barcelona B      | Összesen         | Összesen              | 42        | 4         | —     | —     | —          | —          | —     | —     | 42     | 4      |
| Barcelona        | 2021/22          | La Liga               | 2         | 0         | 1     | 0     | 0          | 0          | 0     | 0     | 3      | 0      |
| Barcelona        | Összesen         | Összesen              | 2         | 0         | 1     | 0     | 0          | 0          | 0     | 0     | 3      | 0      |
| Villarreal       | 2023/24          | La Liga               | 0         | 0         | 0     | 0     | 0          | 0          | —     | —     | 0      | 0      |
| Villarreal       | Összesen         | Összesen              | 0         | 0         | 0     | 0     | 0          | 0          | 0     | 0     | 0      | 0      |
| Karrier Összesen | Karrier Összesen | Karrier Összesen      | 44        | 4         | 1     | 0     | 0          | 0          | 0     | 0     | 45     | 4      |